# José Águas
José Pinto de Carvalho Santos Águas ([ʒuˈzɛ ˈaɡwɐʃ]; n. 9 noiembrie 1930 – d. 10 decembrie 2000) a fost un fotbalist portughez care a jucat pe postul de atacant. La Benfica Lisabona a marcat mai mult de 18 goluri pe sezon.

## Cariera de fotbalist
Născut în Luanda, Angola Portugheză, Imperiul Portughez, dintr-o colonie a albilor, Águas și-a început cariera fotbalistică la echipa locală Lusitano do Lobito, urmând ca în 1950 să fie transferat la S.L. Benfica in 1950, unde a jucat până în 1963 și este considerat o legendă a clubului.
Cu Benfica, a câștigat campionatul de cinci ori (1955, 1957, 1960, 1961 și 1963), the Cupa Portugaliei de șapte ori, fiind golgeterul campionatului de cinci ori. Înainte de apariția lui Eusébio al echipa lusitană, Águas a condus echipa din postura de căpitan spre câștigarea Cupelor Campionlor Europeni din 1961 în care Benfica a învins-o pe FC Barcelona cu scorul de 3–2 și 1962 în care a câștigat meciul cu Real Madrid cu scorul de 5–3, înscriind și câte primul gol în ambele finale. Nu a jucat în finala din 1963.
A debutat la naționala Portugaliei pe data de 23 noiembrie 1952 într-un meci cu Austria, încheiat la egalitate cu scorul de 1–1. A strâns 25 de selecții în care a marcat de 11 ori. Ultimul meci la națională a fost înfrângerea cu Belgia (1–2) din 17 mai 1962.
La 33 de ani a părăsit Benfica și a mai jucat doar un sezon pentru FK Austria Viena. A murit în capitala Portugaliei la vârsta de 70 de ani.
Fiul său, Rui, a îmbrățișat aceeași carieră și aceeași poziție în teren ca și tatăl său, jucând în țara natală pentru Benfica, F.C. Porto (la care a înscris 30 de goluri în două sezoane) și pentru naționala Portugaliei.
Fiica sa, Helena Maria, cunoscută ca Lena D'Água, este o fostă cântăreață de muzică pop cunoscută pentru activitatea din anii '80.